# Blackstar
Blackstar és una banda anglesa de heavy metal, formada per alguns components del grup Carcass.
El seu únic disc Barbed Wire Soul, té un estil proper al disc Swansong de Carcass, allunyat del Grindcore dels seus principis.
A causa d'una malaltia del bateria Ken Owen, el grup va haver de suspendre la gravació del seu segon disc.

## Components
- Jeff Walker - baix/vocals (ex-carcass)
- Carlo Regadas - guitarra (ex-Carcass)
- Mark Griffiths - guitarra (ex-Cathedral, ex-Year Zero)
- Ken Owen - Bateria (ex-carcass)